# Termonatrita
La termonatrita és un mineral dins la classe dels carbonats que es troba de manera natural en la natura. És un carbonat de sodi, Na₂CO₃·H₂O.
Va ser descrita per primera vegada el 1845. El seu nom deriva del grec θερμός, "thermos", calor, i natron (sodi), perquè pot ser un producte de la deshidratació del natró.
Segons la classificació de Nickel-Strunz, la termonatrita pertany a «05.CB - Carbonats sense anions addicionals, amb H₂O, amb cations grans (carbonats alcalins i alcalinoterris)» juntament amb els següents minerals: natró, trona, monohidrocalcita, ikaïta, pirssonita, gaylussita, calconatronita, baylissita i tuliokita.
Típicament es troba al fons dels llacs salins secs i en incrustacions del sòl. També es troba en fumaroles olcàniques i associat amb la carbonatita. Els minerals comuns associats inclouen la trona, el natró i l'halita.